# Гвитоне д'Арецо (Ређо Емилија)
Гвитоне д'Арецо је насеље у Италији у округу Ређо Емилија, региону Емилија-Ромања.
Према процени из 2011. у насељу је живело 20 становника. Насеље се налази на надморској висини од 79 м.